# 扬三世·索别斯基
扬三世（波蘭語：Jan III；1629年8月17日—1696年6月17日；又译约翰三世 ），全名扬三世·索别斯基（波蘭語：Jan III Sobieski），從1674年開始同時擔任波蘭國王及立陶宛大公，直到1696年離世。扬三世在位的二十二年間，是聯邦最穩定的時期，這尤其在波蘭－瑞典戰爭完結及赫梅爾尼茨基起義之後，更為重要。索别斯基以一位優良的軍事指揮家而知名，特別是他曾於1683年維也納之戰戰勝意圖侵略歐洲的鄂圖曼帝國而廣受波蘭人民的敬愛，打開波蘭中興的一頁；並成為了基督世界的大英雄，甚至被教皇美譽為「基督教的救星」。連其手下敗將土耳其人都敬畏地稱其為「利奇斯坦（波蘭古稱）雄獅」。

## 早年
扬·索别斯基出身於波蘭貴族索别斯基家族。1648年，扬在赫梅爾尼茨基起義期間自願參加軍隊。因軍功被擢升為將軍。其後，波蘭國王扬·卡齊米日派遣扬·索别斯基至伊斯坦堡為大使。
當波蘭進入大洪水時代，瑞典出兵波蘭，扬·索别斯基指揮韃靼軍隊迎戰。扬·索别斯基忠誠地為國王作戰，並在1665年新婚的妻子瑪麗亞·卡齊米埃拉·達爾昆（為法國王室的分支，汲引法國的力量幫襯其夫）的幫助下，於同年被擢升為大元帥。隔年，他又被升為「副王」等級的蓋特曼（相當於軍隊最高統帥，波立聯邦一般同時有四位蓋特曼）。
1667年，他在波蘭-哥薩克-韃靼戰爭（1666-1671年）中取得偉大的勝利。當時波蘭正與哥薩克酋長國及其盟友克里米亞汗國發生大範圍的邊境衝突，蓋特曼約翰率領波軍，於1667年的波海赤戰役（Battle of Podhajce）大敗哥薩克-克里米亞聯軍，獲得決定性的勝利及停戰協定。1668年2月5日，已成為知名人物及受人尊敬指揮官的約翰，被提升為四位蓋特曼中最高等級的「王國蓋特曼」，因此成為實際上的波軍總司令。
1673年，扬·索别斯基在波土戰爭（1672-1676）中，他又一次顯現他的軍事才能。當時土耳其軍已陸續侵占立陶宛東南部的右岸烏克蘭，而在第二次霍京戰役中，他擊敗鄂圖曼帝國軍隊，佔領霍京一帶的城堡，阻止土軍的步步進逼，最終達成「永久停止向鄂圖曼納貢」的成就。此戰前一天，一直被約翰反對的波蘭國王米哈烏·克雷布特·維希尼奧維茨基剛好逝世。波蘭貴族遂於翌年五月推舉扬·索别斯基為波蘭立陶宛聯邦國王，是为扬三世。原本波蘭貴族想推舉法國的天才老將大孔代親王當國王，但是法王路易十四害怕大孔代的野心與才能（曾領導貴族投石黨叛亂並投靠西班牙），拒絕此議，並提供許多金援給扬，讓扬的當選更為順利。

## 在位時期

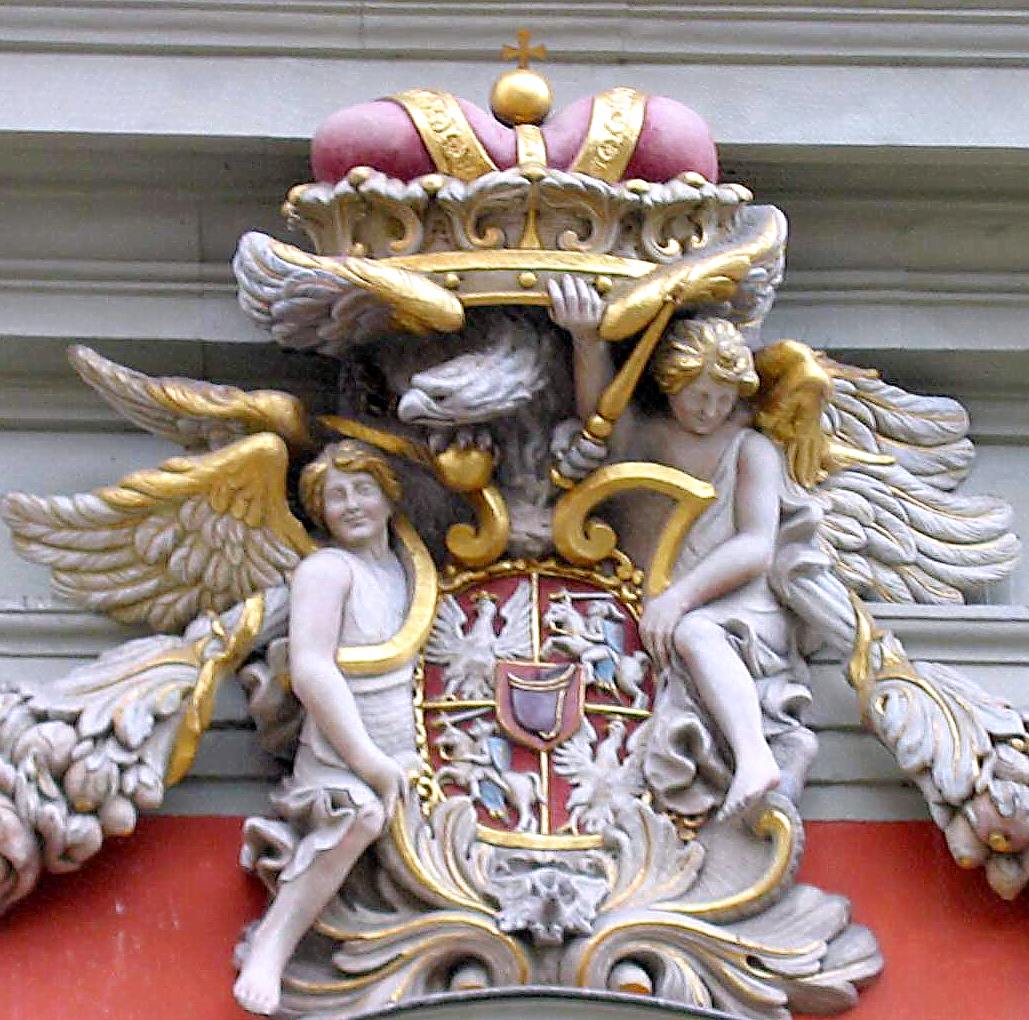
位于格但斯克的索别斯基王室的纹章。

扬三世因應波蘭從1648年起戰亂頻仍，希望國家趨於穩定。他首先決定逼使鄂圖曼帝國議和。他率軍收復卡緬涅茨-波多利斯基、巴爾及瓦爾米亞-馬祖裡等地，以五千騎打敗土耳其的二萬大軍，鞏固南方防線。當1676年，克里米亞汗國反攻失敗後，兩國簽訂和約結束戰爭。
其後，扬三世自掏腰包、支付薪餉，並且改革軍隊，組成軍團。以戰斧為兵器，又增加步槍及火炮數量。波蘭騎兵又組成重驃騎及龍騎兵編隊，波蘭戰鬥力大增。他同時放棄了即位以來與法國的同盟關係，為了打擊復興中的鄂圖曼帝國，他與奧地利為首的神聖羅馬帝國結盟，對抗太陽王所主導的法-土聯盟。

## 維也納之戰

《索別斯基遣使通知教宗維也納之戰勝利的消息》，揚·馬泰伊科，1880，存於梵蒂岡博物館。

1683年春天，波蘭的密探得悉鄂圖曼帝國大軍蠢蠢欲動，扬三世立即徵兵及鞏固防線。因波蘭缺乏盟友，扬三世為了鞏固南方的防線，遂與神聖羅馬皇帝利奧波德一世結盟，約定若鄂圖曼帝國攻擊波蘭，奧地利會率兵救援，反之亦然。鄂圖曼帝國大維齊爾卡拉·穆斯塔法帕夏率領的十萬鄂圖曼帝國軍隊由色雷斯的埃迪爾內出發，經過貝爾格萊德，在7月14日到達維也納城下。奧地利只有約一萬五千人的軍隊，只好被圍於維也納等待援軍。扬三世率領波蘭-奧地利-德意志聯軍救援。扬三世於9月12日發動攻勢，衝破鄂圖曼帝國軍隊的防線，卡拉·穆斯塔法帕夏只好議和。
之後土耳其在1699年的卡爾洛維茨和約中，將右岸烏克蘭領土歸還給波蘭，並承認是波蘭的屬地。

## 晚年孤寂
在這場光榮的勝利之後，扬三世雖然廣受國內外的尊敬，但是他無法改變波蘭貴族民主制的問題：自由否決制暢行無阻、農民處境每況愈下、貴族派系鬥爭、中央缺乏常備軍。
晚年的扬三世健康惡化、病痛交加，他患有痛風、腎結石、高血壓、鼻竇炎，以及早年在法國染上的梅毒。而為了治療這些疾病，他接受高風險和不太成功的水銀治療法，反而導致嚴峻的腎中毒問題。他努力想把王位傳遞給自己的兒子，但在貴族們的抵制下失敗。1696年6月17日，他突然發生心臟病而逝世，之前所累積的病痛，是導致心臟病的最可能因素。他死後，波蘭日漸衰落。
他的王后瑪麗亞·卡齊米埃拉·達爾昆（1641-1716年）在1716年病逝，與丈夫一同安葬在克拉科夫的瓦維爾大教堂（14世紀以後波蘭歷代君主的主要安葬地）；兩人真摯的愛情故事，在後世廣為流傳。

## 頭衔
- 拉丁文："Ioannes III、Dei Gratia rex Poloniae、magnus dux Lithuaniae、Russiae、Prussiae、Masoviae、Samogitiae、Livoniae、Smolensciae、Kijoviae、Volhyniae、Podlachiae、Severiae、Czernichoviaeque "
- 中文：“扬三世，託上帝鴻福，波蘭國王、立陶宛大公、魯塞尼亞、普魯士、馬索維亞、薩莫吉希亞、利沃尼亞、斯摩棱斯克、基輔、沃利尼亞、波德拉謝、塞維利亞和切爾尼戈夫等領主。

## 外部連結
- Polish website about John III Sobieski
- Jan III Sobieski of the Janina coat of arms at the Wilanow Palace Museum （页面存档备份，存于）
- Jan III Sobieski – a book lover at the Wilanow Palace Museum （页面存档备份，存于）
- Jan III Sobieski's entry into Krakow for coronation at the Wilanow Palace Museum （页面存档备份，存于）
- . . New York: Robert Appleton Company. 1913.

| 扬三世·索别斯基 索别斯基王朝出生于：1629年8月17日逝世於：1696年6月17日 | 扬三世·索别斯基 索别斯基王朝出生于：1629年8月17日逝世於：1696年6月17日 | 扬三世·索别斯基 索别斯基王朝出生于：1629年8月17日逝世於：1696年6月17日 |
| 統治者頭銜                                                             | 統治者頭銜                                                             | 統治者頭銜                                                             |
| ---------------------------------------------------------------------- | ---------------------------------------------------------------------- | ---------------------------------------------------------------------- |
| 空缺上一位持有相同頭銜者：米哈乌                                       | 波兰国王 立陶宛大公 1674–1696                                          | 空缺下一位持有相同頭銜者：奥古斯特二世                                 |